# آرامگاه عمر سهروردی

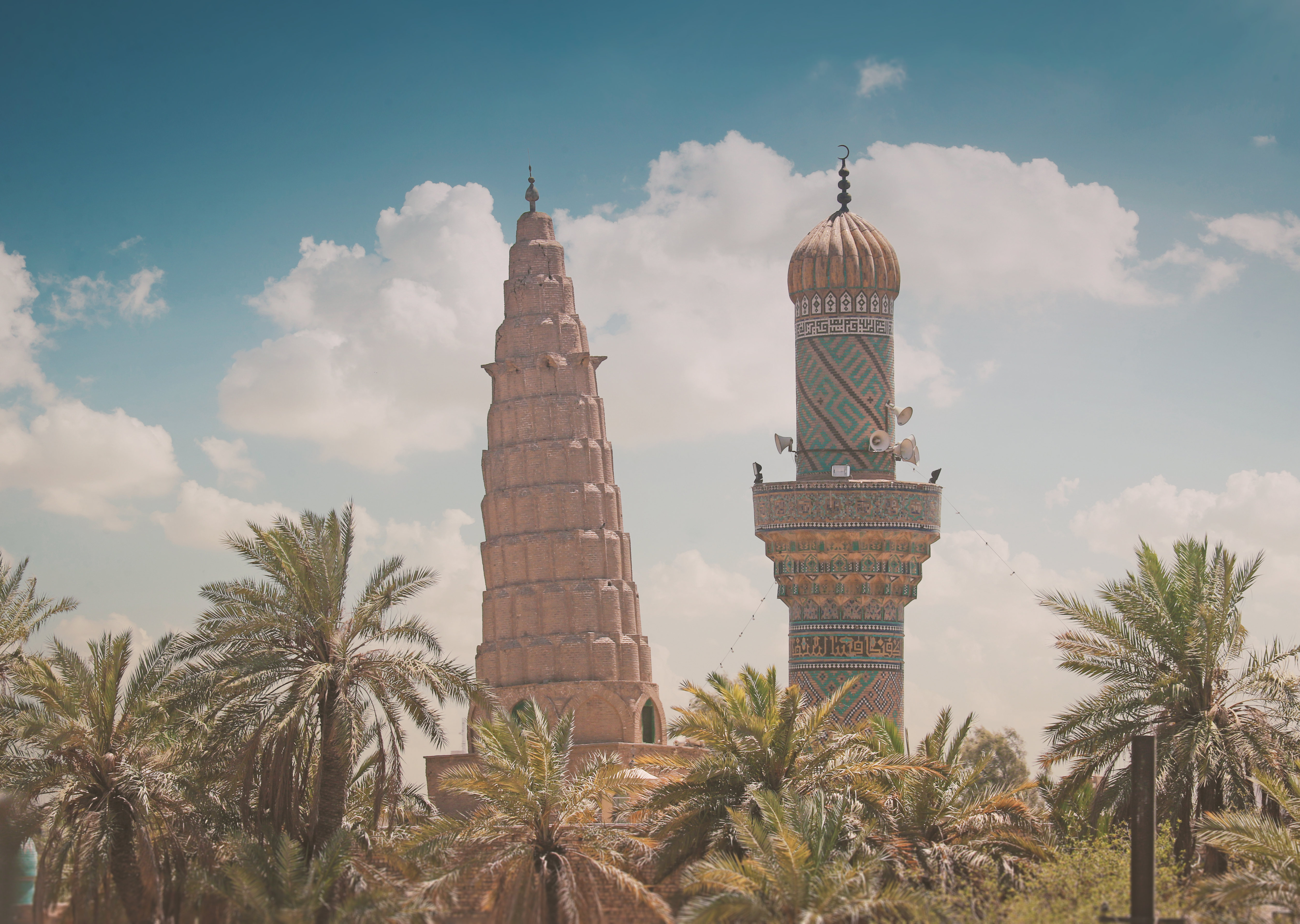
آرامگاه عمر سهروردی ۲۰۱۷.

آرامگاه عمر سهروردی یا مسجد و آرامگاه شیخ عمر سهروردی (عربی: جامع ومرقد الشیخ عمر السهروردی) یا آرامگاه سهروردی مجموعه ای تاریخی شمال یک آرامگاه و یک مسجد در بغداد است که قدمت آن به عصر عباسیان می‌رسد. مقبره به شهاب الدین ابو حفص عمر سهروردی بنیان‌گذار سهروردیه از فرقه‌های صوفی اختصاص دارد. این مسجد بین خیابان شیخ عمر و باب‌الوسطانی قرار دارد. این مسجد را می‌توان از بزرگراه محمد القاسم دید و حدود یک کیلومتر دور از مرکز شهر است.

## ساخت و ساز
ساخت این مسجد به قرن دوازدهم و مسجد به خاطر عمر سهروردی که در گورستانی در آن نزدیکی به خاک سپرده شد نام گرفت. این مسجد توسط اسماعیل پاشا در سال ۱۹۰۲ و در سال ۱۹۲۶ بازسازی شد. یکی دیگر از نوسازی انجام شده در سال ۱۹۶۴ توسط وزارت اوقاف بود. در سال ۲۰۱۰ گزارش شد که برج مخروطی در معرض خطر فروپاشی است.

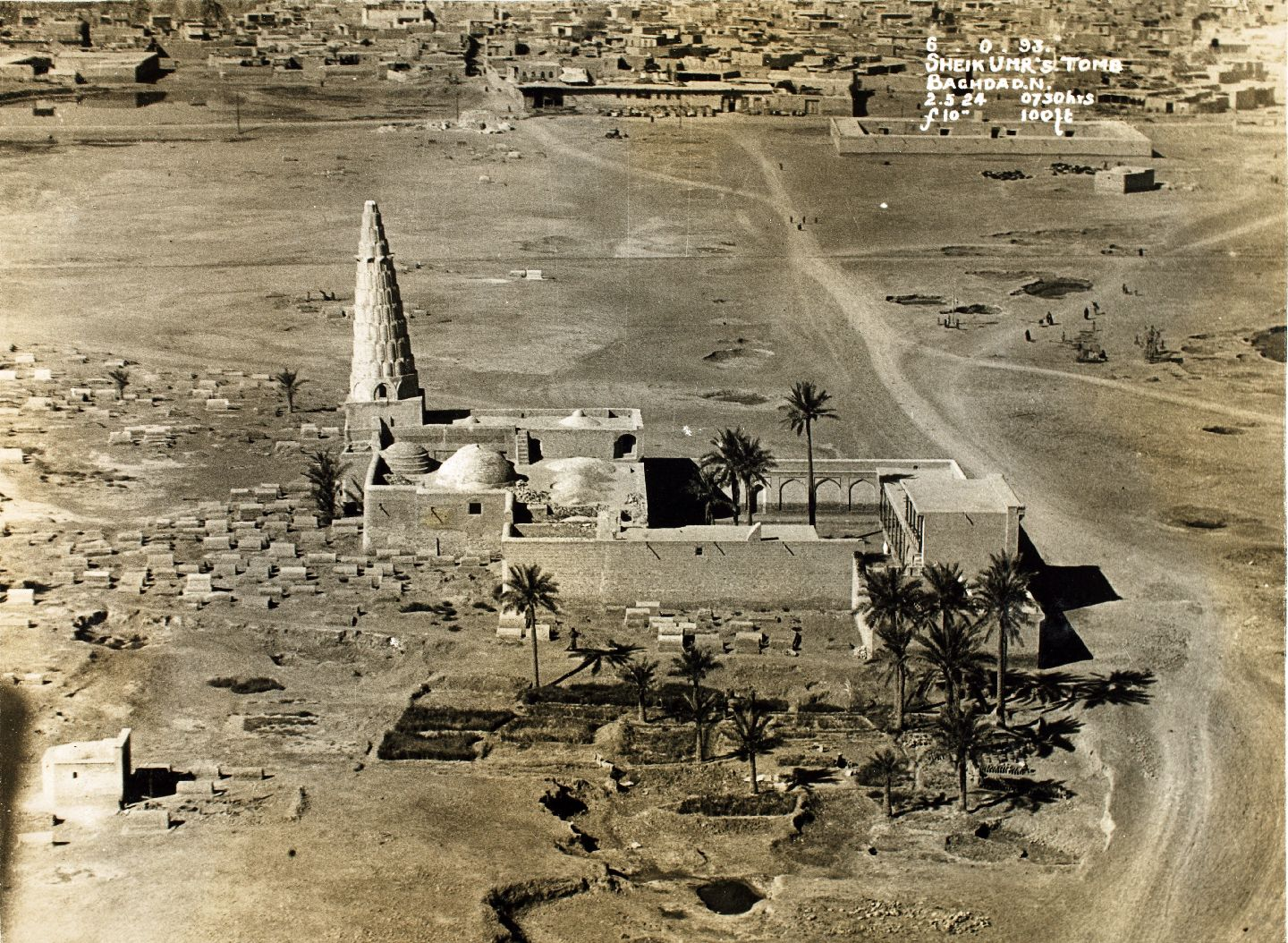
آرامگاه عمر سهروردی ۱۹۱۴.

در داخل مسجد یک جماعت‌خانه در حدود ۶۰۰ متر مربع وجود دارد و یک گنبد با پوشش مرمر متکی بر ۱۰ ستون به علاوه بر این دیوارهای ضخیمی اطراف آن‌ها را داراست. داخل جماعت خانه یک در که منجر به آرامگاه عمر سهروردی وجود دارد که در کنار مقبره ای وجود دارد که به مستعصم منتسب است. (هر چند مسجدی دیگر اعظمیه مدعی استکه مقبرهی مستعصم در آن قرار دارد). در بالای این مقبره گنبد منحصر به فرد مخروطی وجود دارد که به سبک سلجوقی ساخته شده است. در داخل مسجد نمازخانه ای برای فصل تابستان در اطراف قبرستان قدیمی و یک محل برای  نماز پنجگانه وجود دارد که گنجایش ۴۰۰ نمازگزار را دارد. گورستان در اصل با نام الوردیه شناخته می‌شد اما بعدها پس از دفن عمر سهروردی با نام گورستان عمر سهروردی شناخته شد.